# Anouk Van Diest
Anouk Van Diest is een personage uit de Vlaamse ziekenhuisserie Spoed dat werd gespeeld door Anne Somers. Ze was een vast personage in 2000.

## Personage
Anouk is een verpleegster op de spoedafdeling. Ze heeft een knipperlichtrelatie met dokter Jos Blijlevens, die haar voortdurend met andere vrouwen bedriegt. Ze neemt hem dit telkens zeer kwalijk, maar kan uiteindelijk nooit aan zijn charmes weerstaan.
Naast haar werk als verpleegster is Anouk ook zeer actief bij de vakbond. Hierdoor komt ze vaak lijnrecht tegenover diensthoofd Luc Gijsbrecht te staan, wanneer ze bijvoorbeeld stakingsacties op de spoedafdeling wil organiseren.
Ze had een relatie met dokter Jos Blijlevens, maar omdat hij haar vaak bedroog met andere vrouwen, liep dit niet op rolletjes. Anouk wordt overgeplaatst naar het eerste verdieping wanneer zij en Jos tijdens een vrijpartij in de residentekamer worden betrapt door Luc.

### Vertrek
Jos en Anouk zijn weer dolverliefd en steken dit niet onder stoelen of banken. Van elk vrij moment maken ze gebruik om eender waar te flikflooien. Uiteindelijk is hun plezier maar van korte duur, want ze worden door diensthoofd Luc Gijsbrecht betrapt tijdens een vrijpartij in de residentenkamer. Voor Luc is dit de spreekwoordelijke druppel in verband met Anouks gedrag en hij besluit haar met onmiddellijke ingang over te plaatsen, waarna haar relatie met Jos uiteindelijk ook stukloopt.